# Каптерьов Петро Федорович
Каптерьов Петро Федорович (нар. 19 липня 1849, Кльонове — 7 вересня 1922, Вороніж) — російський та радянський педагог і психолог. Є основоположником вітчизняної  педагогічної психології.

## Біографія
Народився 7 липня 1849 р. в селі Кльонове. Молодший брат Н. Ф. Каптерьова.
Навчався в Віфанській духовній семінарії, а після шести років навчання прийнятий на історичне відділення Московської духовної академії, яку закінчив у 1872 році. Відразу після закінчення академії молодий викладач був прийнятий до числа професорсько-викладацької корпорації та призначений викладачем психології, дидактики, педагогіки та логіки у Петербурзькій духовній семінарії та академії. Завдяки повазі студентів і корпорації йому доручили завідування недільною школою і обрали членом розпорядчого ради правління семінарії. Читав лекції на Фребелівський курсах, служив у Маріїнському відомстві, який займався жіночою освітою. Викладав у приватних жіночих гімназіях. Брав активну участь у діяльності Батьківського гуртка — просвітницького закладу в області виховання і навчання і в діяльності педагогічного музею військово-навчальних закладів. Один з організаторів на початку XX століття Всеросійських з'їздів педагогічної психології, експериментальної педагогіки та родинного виховання. У радянський час вів викладацьку діяльність в школах і педагогічних інститутах. З 1921 р. професор Воронезького університету і перший його декан педагогічного факультету. Організував педтехнікум у Воронежі. Помер 7 вересня 1922 року у Воронежі.

## Дошкільне і родинне виховання
Надавав великого значення сімейному вихованню, видавав "Енциклопедію сімейного виховання. Каптерев вважав, що виховання дитини повинно починатися з моменту її народження. Систематичні вправи і розвиток органів зовнішніх почуттів дитини — найважливіше завдання початкового виховання. Рекомендував використовувати «дари Фребеля»: кольорові кульки, куля, циліндр, різні трикутники і палички. Говорив про педагогічне та громадське значення дитячих садів і ратував за їх розповсюдження. У розвитку дитини велике значення відводив іграм, особливо спільним. Товариство — найважливіша умова дитячих ігор. Вважав, що дитячий садок не знімає з батьків відповідальність за виховання дітей. Необхідний живий зв'язок сім'ї з громадськими організаціями. Батьків і вихователів слід виховувати в питаннях психології, педагогіки та гігієни.

## Проблеми шкільної освіти
Школа не повинна зводити виховання до підтримуванню зовнішньої дисципліни, її роль — забезпечувати вироблення у школярів характеру і світогляду. Це неможливо зробити без розвитку розумової самодіяльності, привчання до розумової праці і виховання до нього інтересу. Така задача може бути досягнута тільки евристичними методами. Для правильної постановки виховання і навчання необхідно знання дитячої психології. Виховання впливає на різні натури по-різному. Найбільше його потребують діти з середніми здібностями. Школа покликана звертати багато уваги на учнів з видатними здібностями, задовольняти їх потреби, керувати самоосвітою. Істотний принцип педагогіки: індивідуалізація виховання і навчання.
Загальна освіта не є вивчення предметів, а є розвиток особистості предметами. Розробляв проблеми розвивального і виховуючого навчання. Пропонував замінити класно-урочну систему предметними класами і розділити школи на відділення по віку дітей та їх здібностям. Виступав за різноманітність типів шкіл. Центральною проблемою всієї педагогіки, вважав розвиток та виховання характеру і волі. У Каптерева ідея саморозвитку особистості з урахуванням спадковості кожного — провідна ідея.
Ввів в російську педагогіку поняття «педагогічний процес». Педагогічний процес — це цілісне явище, в якому біологічне та соціальне, індивідуальне та суспільне опиняються у складній взаємодії.
Виступав за автономію школи, щоб вчитель придбав незалежність у своїй діяльності, а учні здобули можливість вільно виробляти переконання і погляди на релігію, державу і суспільство.
Писав, що поліпшення матеріального і правового становища вчителя приверне до цієї діяльності здібних людей. До всіх проблем дидактики підходив з позицій психології.

## Трудове виховання
П. Ф. Каптереву належить велика роль у розробці проблем трудового виховання і навчання в середній школі. Він категорично виступав проти якої б то ні було професіоналізації загальноосвітньої школи, вказуючи, що якщо «абстрактне і мертве книгарство шкідливе», «грубий утилітаризм і мастеровщина в школі ще шкідливіше». Трудовий початок в школі, на його думку, повинний сприяти розвитку насамперед розумових здібностей учнів. Физична же пряця, взята сама по собі, втрячає значну частину своєї цінності, фактично стає простим фізичним навантаженням, яке може мати виховне значення у маленьких дітей, але абсолютно марне в юнацькому віці.
Разом з тим П. Ф. Каптерев вважав, що ручна праця учнів як один з елементів загальної освіти абсолютно необхідна в школі тому, що вона розвиває фізичні сили людини, дозволяє виробити точність дій, правильно використовувати різні матеріали, вчить подолання труднощів. Однак повну виховну силу ручної праці зможе придбати лише тоді, коли він буде перебувати «в тісному зв'язку із змістом теоретичних робіт», сприятиме розумової діяльності учнів. Тільки така школа буде не просто озброювати учнів навичками праці, але, розвиваючи мислення, вона буде виробляти у них і усвідомлене ставлення до праці.

## Внесок у розробку історії педагогіки
Одним з перших дав систематичний виклад розвитку російської педагогіки за весь період існування. Розробив свою періодизацію її розвитку: від прийняття християнства до Петра I — церковна педагогіка; від Петра I до 60-х років XIX століття — державна педагогіка; з 60 років XIX століття — громадська педагогіка. Аналізуючи шкільний досвід і педагогічні ідеї минулого, перш за все, виокремлював те, що допомагає вирішувати проблеми виховання і навчання свого часу, задовольняє потреби народної освіти. Пов'язував історію педагогіки з загальною історією, розуміючи педагогіку як область знання, тісно пов'язану з громадськими інтересами. Писав: «Ні держава, ні церква, а тільки саме суспільство може впливати, направляти і керувати шкільними справами» — висновок з історії педагогіки.

## Праці
У 1874 році результати своїх досліджень Каптерев публікує в декількох наукових журналах Петербурга. У журналі «Народна школа» № 6, 7 статті «Навчання дітей дошкільного віку» у цій праці вперше у вітчизняній педагогіці автор розглянув питання інтенсифікації розвитку і виховання розумових здібностей дітей раннього віку. Дещо пізніше в журналі «Сім'я і школа» № 8, 9 з'явилася інша його стаття «Закони асоціації психічних явищ та їх застосування у справі навчання і виховання», а в наступному номері «Як утворити стійкий характер». Восени того ж року журнал «Знамення» № 10 публікує велику статтю Каптерева «Етюди з психології народів», а в кінці року «Народна школа» № 11, 12 — статтю «Евристична форма навчання в народній школі».
Его основные труды:
- «Педагогический процесс»
- «Новая русская педагогия, её главнейшие направления и деятели». — СПб., 1897. — 146 с. (2-е изд. — СПб., 1914. — 212 с.)
- Каптерев П. Ф. {{{Заголовок}}}. (1-е изд. — СПб., 1909. — 540 с.)
- «Педагогическая психология для народных учителей, воспитателей и воспитательниц» [Архівовано 14 січня 2018 у Wayback Machine.]
- «Обучение детей дошкольного возраста»
- «Этюды по психологии народов»